# Jonas Buud
Jonas Buud (* 28. März 1974) ist ein schwedischer Langstrecken- und Ultramarathonläufer.

## Leben
Jonas Buud, ehemals Orientierungsläufer, wurde 2015 Weltmeister im 100-km-Straßenlauf und ist zudem über diese Distanz dreimaliger Europameister. Vom Wettbewerb 2013 im französischen Belvès abgesehen, stand er zwischen 2009 und 2015 bei jeder Austragung der 100-km-Straßenlauf-Europameisterschaften auf dem Podium.
Neben dem schwedischen Rekord im 100-km-Straßenlauf, erstmals von ihm eingestellt bei den Welt- und Europameisterschaften 2012 im italienischen Seregno (6:28:57 h) und verbessert bei den Welt- und Europameisterschaften 2015 in Winschoten (Niederlande, 6:22:44 h), hält er auch den (inoffiziellen) schwedischen Rekord über 100 Meilen mit einer Zeit von 12:32:04 h, aufgestellt 2010 bei einem Landschaftslauf im schwedischen Täby (nicht bestenlistenfähige Strecke, da Landschaftslauf/Trail).
Von 2011 bis 2014 nahm er jährlich am Comrades Marathon in Südafrika teil. Die beste Platzierung auf der etwa 90 km langen Strecke erreichte er 2013 mit dem zweiten Platz und einer Zeit von 5:41:21 h. Weitere Erfolge Jonas Buuds waren ein zweiter Platz beim Ultra-Trail du Mont-Blanc (CCC) 2012, der zweimalige Gewinn des UltraVasan90 in den Jahren 2014 und 2015 und der erste Platz beim Tarawera Ultramarathon über 100 km 2016. Im Jahr 2017 wurde er bei diesem Ultralauf im neuseeländischen Rotorua Zweiter; den Western States Endurance Run 2017 beendete er auf dem zwölften Platz.
Mit insgesamt acht aufeinanderfolgenden Siegen von 2007 bis 2014 ist er Rekordgewinner des schweizerischen Swiss Alpine Marathons. Jonas Buud lebt in Mora, Zielort des jährlich stattfindenden Wasalaufes.

## Persönliche Bestzeiten
- 10-km-Straßenlauf: 32:01 min, 19. August 2006, Stockholm (SWE)
- Halbmarathon: 1:08:16 h, 12. September 2009, Stockholm (SWE)
- 30-km-Straßenlauf: 1:46:15 h, 24. September 2011, Stockholm (SWE)
- Marathon: 2:22:03 h, 11. Oktober 2008, Hartford (Connecticut) (USA)
- 6-Stunden-Lauf (Halle): 89,334 km, 6. Februar 2010, Karlstad (SWE)
- 100-km-Straßenlauf: 6:22:44 h, 12. September 2015, Winschoten (NLD) (Schwedischer Rekord)
- 100-Meilen-Lauf: 12:32:04 h, 10. April 2010, Täby (SWE) (nicht bestenlistenfähige Strecke)

## Persönliche Erfolge
International
- Weltmeister im 100-km-Straßenlauf 2015, Winschoten (NLD), 12. September 2015, 6:22:44 h
- Vizeweltmeister im 100-km-Straßenlauf 2009 (Torhout (BEL), 6:41:50 h), 2010 (Gibraltar (GIB), 6:47:40 h), 2012 (Seregno (ITA), 6:28:57 h), 2014 (Doha (QAT), 6:32:04 h)
- Europameister im 100-km-Straßenlauf 2009 (Torhout (BEL)), 2010 (Gibraltar (GIB)), 2015 (Winschoten (NLD))

National
- Schwedischer Vizemeister im Marathonlauf 2009, Stockholm (SWE), 30. Mai 2009, 2:24:37 h
- Karlstad 6-timmars (SWE), 6. Februar 2010, 89.334 km (6-Stunden-Lauf auf einer 200-m-Rundbahn in einer Leichtathletikhalle)
- Täby 100 Mile Extreme Challenge (SWE), 10.–11. April 2010, 12:32:04 h (Traillauf über 100 Meilen auf einer 10-km-Rundstrecke; IAU Bronze Label)
- UltraVasan (SWE), 23. August 2014, 6:02:03 h (Wasalauf ohne Skier von Sälen nach Mora, 90 km)
- UltraVasan (SWE), 22. August 2015, 5:45:08 h (Streckenrekord)

Verschiedene Gewinne
- 8-maliger Gewinner in Folge (2007–2014) Swiss Alpine Marathon K78, ausgehend von Davos (CHE), Bestzeit 5:48:43 h, 25. Juli 2009
- Tarawera Ultramarathon (NZL), 6. Februar 2016, 8:00:53 h (Traillauf über 100 km von Rotorua nach Kawerau)